# Barone Willoughby de Eresby
Il Barone Willoughby de Eresby è un titolo fra i Pari d'Inghilterra. 

## Storia
Fu creato per atto nel 1313 per Robert de Willoughby di Eresby Manor, nei pressi di Spilsby nel Lincolnshire. Il quattordicesimo barone fu creato conte di Lindsey nel 1626. Il suo bisnipote, il quarto conte e diciassettesimo barone, fu creato marchese di Lindsey nel 1706 e duca di Ancaster e Kesteven nel 1715. Alla morte del bisnipote del primo duca, il quarto duca, il ducato, il marchesato e la contea furono ereditati da suo zio, mentre la baronia di Willoughby de Eresby passò in sospeso tra le sorelle del defunto duca, Lady Priscilla e Lady Georgiana. Nel 1780 il titolo vide la fine della sospensione in favore di Priscilla. Lady Priscilla era la moglie di Peter Burrell, I barone Gwydyr. Il loro figlio Peter ereditò entrambe le baronie. Alla morte dell'unico figlio maschio di Peter, Albyric, la baronia di Gwydyr passò ad un suo cugino, mentre la baronia di Willoughby de Eresby passò in sospeso tra le sue sorelle Clementina Drummond-Willoughby, moglie di Gilbert Heathcote, I barone Aveland e Charlotte, moglie di Robert Carrington, II barone Carrington. Nel 1871 la sospensione terminò in favore di Clementina. Clementina fu succeduta da suo figlio, il II barone Aveland ed il XXV barone Willoughby de Eresby. Nel 1892 fu creato conte di Ancaster, una ripresa del titolo Ancaster creata per il suo antenato materno nel 1715. Alla morte di suo nipote, il terzo conte, nel 1983, la contea e la baronia di Aveland si estinsero (mentre il titolo di baronetto detenuto anche dal conte era passato ad un lontano parente), mentre la baronia di Willoughby de Eresby fu ereditata dalla figlia del defunto conte, Nancy, l'attuale detentrice del titolo.
Sin dal 1626 la baronia di Willoughby de Eresby era associata all'incarico di lord gran ciambellano. In quell'anno, il primo conte di Lindsey ereditò la Great Chamberlainship. Dopo la morte del quarto duca di Ancaster e Kesteven, l'incarico fu diviso fra le sue sorelle Priscilla e Georgiana (che diventò in seguito marchesa di Cholmondeley). Successivamente, la baronia di Willoughby de Eresby è stata associata con la partecipazione maggiore al Lord Great Chamberlainship. Tuttavia, ciò non è stato associato alla quota maggiore. La quota appartenente a Lady Cholmondeley è stata trasmessa intatta alle sue eredi, le marchese di Cholmondeley, ma la quota di Lady Willoughby de Eresby è stata divisa tra molti eredi. A partire dal 2004, solo un quarto del Lord Great Chamberlainship è posseduto dal detentore della baronia.

Il titolo è stato detenuto da una donna sei volte, più di ogni altro titolo nobiliare eccetto quello di Barone de Ros.

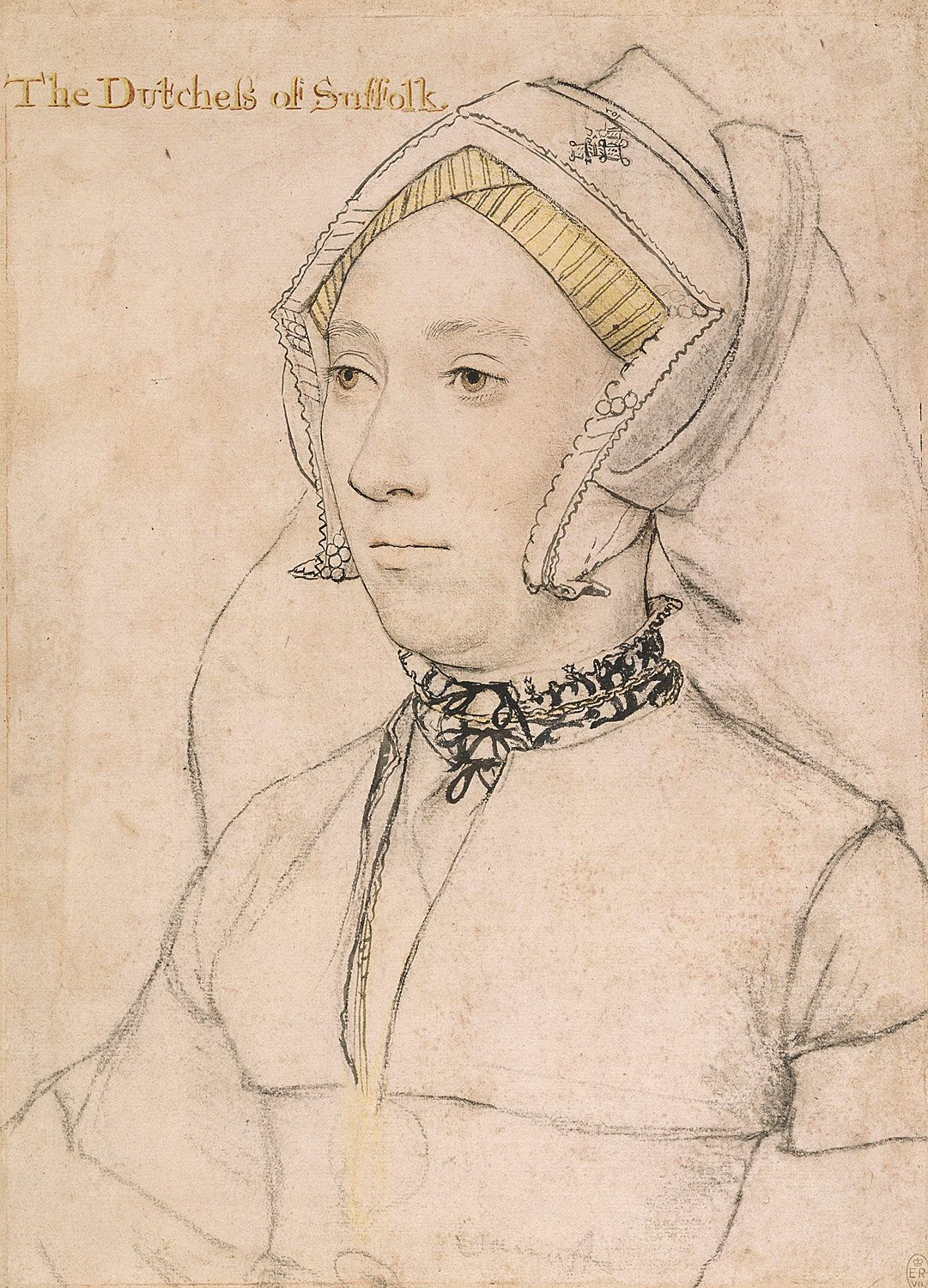
Catherine Willoughby, XII Baronessa Willoughby de Eresby.

Le sedi della famiglia sono Grimsthorpe Castle a Edenham, nei pressi di Bourne nel Lincolnshire e Drummond Castle, vicino Crieff nel Perthshire in Scozia, in origine la sede della famiglia dei conti Drummond di Perth.

## Baroni Willoughby de Eresby (1313)

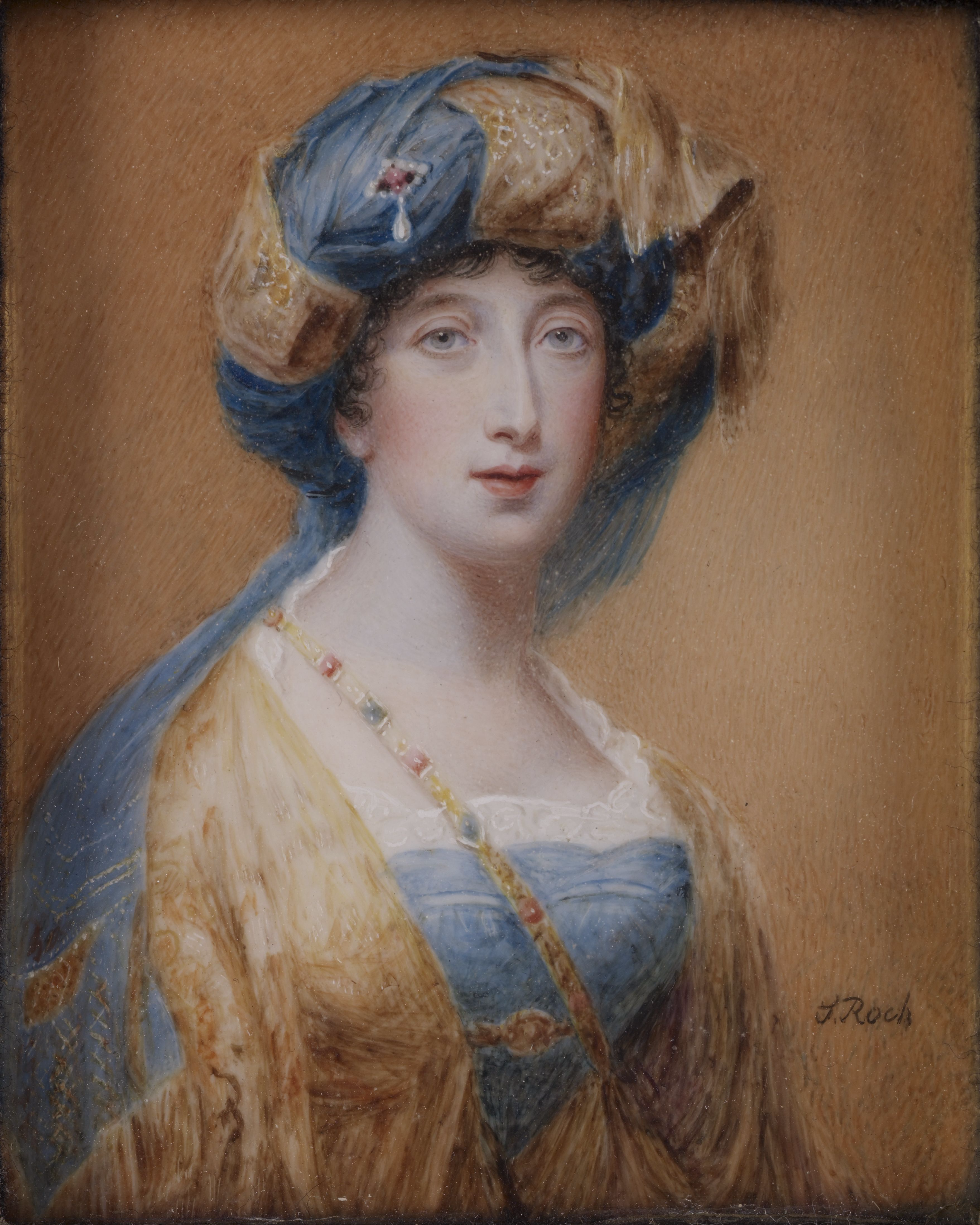
Priscilla Bertie, XXI baronessa Willoughby de Eresby (1761–1828), ritratto in miniatura di Sampson Towgood Roch.

- Robert de Willoughby, I barone Willoughby de Eresby (1260–1317)
- John de Willoughby, II barone Willoughby de Eresby (1304–1349)
- John de Willoughby, III barone Willoughby de Eresby (1329–1372)
- Robert Willoughby, IV barone Willoughby de Eresby (1349–1396)
- William Willoughby, V barone Willoughby de Eresby (1370–1409)
  - Sposò Lucy le Strange e Joan Holland. Sua figlia Margery, avuta da Lucy,[1][2] sposò William FitzHugh, IV Lord FitzHugh di Ravensworth ed ebbe un figlio maschio, Henry, che diventò V Lord FitzHugh. Due delle figlie del V Lord FitzHugh furono Alice ed Elizabeth. Elizabeth, dal suo primo matrimonio, fu madre di Sir Thomas Parr e quindi nonna paterna della regina consorte Catherine Parr.
- Robert Willoughby, VI barone Willoughby de Eresby (1385–1452)
- Joan Willoughby, VII baronessa Willoughby de Eresby (d. 1462)
- Robert Welles, VIII barone Willoughby de Eresby (d. 1470)
- Joan Welles, IX baronessa Willoughby de Eresby (d. 1475)
- Christopher Willoughby, X barone Willoughby de Eresby (1453–1499)
- William Willoughby, XI barone Willoughby de Eresby (1482–1526)
- Catherine Willoughby, XII baronessa Willoughby de Eresby (1519–1580)
- Peregrine Bertie, XIII barone Willoughby de Eresby (1555–1601)
- Robert Bertie, I conte di Lindsey, XIV barone Willoughby de Eresby (1582–1642)
- Montagu Bertie, II conte di Lindsey, XV Baron Willoughby de Eresby (m. 1666)
- Robert Bertie, III conte di Lindsey, XVI Baron Willoughby de Eresby (1630–1701)
- Robert Bertie, I duca di Ancaster e Kesteven, XVII barone Willoughby de Eresby (1660–1723)
- Peregrine Bertie, II duca di Ancaster e Kesteven, XVIII barone Willoughby de Eresby (1686–1742)
- Peregrine Bertie, III duca di Ancaster e Kesteven, XIX barone Willoughby de Eresby (1714–1778)
- Robert Bertie, IV duca di Ancaster e Kesteven, XX barone Willoughby de Eresby (1756–1779) (abbandonato nel 1779)
- Priscilla Barbara Elizabeth Bertie, XXI baronessa Willoughby de Eresby (1761–1828) (sospensione terminata nel 1780)
- Peter Robert Drummond-Burrell, XXII barone Willoughby de Eresby, II barone Gwydyr (1782–1865)
- Albyric Drummond-Willoughby, XXIII barone Willoughby de Eresby, III barone Gwydyr (m. 1870) (in sospensione nel 1870)
- Clementina Elizabeth Drummond-Willoughby, XXIV baronessa Willoughby de Eresby (1809–1888) (sospensione terminata nel 1871)
- Gilbert Henry Heathcote-Drummond-Willoughby, I conte di Ancaster, XXV barone Willoughby de Eresby (1830–1910)
- Gilbert Heathcote-Drummond-Willoughby, II conte di Ancaster, XXVI barone Willoughby de Eresby (1867–1951)
- Gilbert James Heathcote-Drummond-Willoughby, III conte di Ancaster, XXVII barone Willoughby de Eresby (1907–1983)
- Jane Marie Heathcote-Drummond-Willoughby, XXVIII baronessa Willoughby de Eresby (b. 1934)

I co-eredi presunti sono Sebastian St Maur Miller (nato nel 1965) e Sir John Aird, 4th Baronet (nato nel 1940). Il primo è il figlio di Carola Ramsden, è l'unico figlio della figlia maggiore del XXVI barone, Lady Catherine. Il secondo è il figlio maggiore ed unico figlio maschio della figlia minore del XXVI barone, Lady Priscilla.